# 推奨販売
推奨販売（すいしょうはんばい）とは、顧客の声に耳を傾けることにより、顧客の真の欲求を把握し、それに基づいて顧客に最も適した商品を選び、その特徴や使い方などを説明することで商品を販売する方法である。
推奨販売は、小売店側にもメリットがあり、粗利益率の高い商品や今後主力になる商品を育てることができる。
一方、顧客側も一方的に売りつけられるものでもなく、自分では気づかない商品を提案されることで、満足感を得ることができる。

## 手法
販売員が顧客一人ひとりのニーズやウォンツに即した商品を提案する販売方法のことである。
顧客のニーズを聞き出すポイントとして、積極的な傾聴の姿勢を見せることや褒め言葉を使い効果的かつ柔らかな質問をして顧客の悩みや問題を発見したり、聞き上手になることなどが挙げられる。

### 具体例
- 商品情報だけでなく、用途や効用などを説明する。
- 比較検討できるように2品目～3品目を提示する。
- 顧客の要求に適した商品のセリングポイントを明示する。
- 仕事を通じて顧客と心を通わせる。

顧客に2～3品目を提示するのは、比較・検討をしてもらう目的がある。

### 推奨販売における留意点
- 販売員が、一人ひとりの顧客の声に耳を傾ける。
- 顧客の悩みや、欲求を親身に聞き出したり、思いやったりする姿勢を持つ。
- 顧客に最も適した商品を選定し、特徴や使い方などをわかりやすく提案する。